# Список дійсних членів Національної академії аграрних наук України
Список дійсних членів Національної академії аграрних наук України. 
| Академік НААНУ                   | Відділення                                                                         | Дата обрання      |
| -------------------------------- | ---------------------------------------------------------------------------------- | ----------------- |
| Авідзба Анатолій Мканович        | зберігання і переробки сільськогосподарської сировини та якості харчової продукції | 22 листопада 2007 |
| Адамень Федір Федорович          | рослинництва                                                                       | 22 грудня 1999    |
| Балюк Святослав Антонович        | землеробства, меліорації та агроекології                                           | 22 листопада 2007 |
| Бащенко Михайло Іванович         | зоотехнії                                                                          | 25 грудня 2002    |
| Безуглий Микола Дмитрович        | зоотехнії                                                                          | 22 листопада 2007 |
| Бусол Володимир Олександрович    | ветеринарної медицини                                                              | 25 грудня 1990    |
| Власенко Володимир Максимович    | ветеринарної медицини                                                              | 22 грудня 1999    |
| Власов В'ячеслав Всеволодович    | рослинництва                                                                       | 10 листопада 2016 |
| Влізло Василь Васильович         | ветеринарної медицини                                                              | 22 листопада 2007 |
| Гаврилюк Микола Микитович        | рослинництва                                                                       | 22 листопада 2007 |
| Гадзало Ярослав Михайлович       | рослинництва                                                                       | 22 листопада 2007 |
| Гайдуцький Павло Іванович        | аграрної економіки і земельних відносин                                            | 17 травня 1995    |
| Гладій Михайло Васильович        | аграрної економіки і земельних відносин                                            | 25 грудня 2002    |
| Головко Анатолій Миколайович     | ветеринарної медицини                                                              | 22 листопада 2007 |
| Головко Валерій Олексійович      | ветеринарної медицини                                                              | 22 листопада 2007 |
| Горова Тамара Корніївна          | рослинництва                                                                       | 25 грудня 2002    |
| Городній Микола Михайлович       | землеробства, меліорації та агроекології                                           | 17 травня 1995    |
| Гудков Ігор Миколайович          | землеробства, меліорації та агроекології                                           | 22 грудня 1999    |
| Дем'яненко Микола Якович         | аграрної економіки і земельних відносин                                            | 22 грудня 1999    |
| Дзюбецький Борис Володимирович   | рослинництва                                                                       | 31 березня 1993   |
| Дроник Григорій Васильович       | наукового забезпечення трансферу інновацій                                         | 22 листопада 2007 |
| Єжов Валерій Микитович           | рослинництва                                                                       | 22 грудня 1999    |
| Завірюха Анатолій Іванович       | ветеринарної медицини                                                              | 17 травня 1995    |
| Ібатуллін Ільдус Ібатуллович     | зоотехнії                                                                          | 25 грудня 2002    |
| Кирик Микола Миколайович         | рослинництва                                                                       | 17 травня 1995    |
| Кириченко Віктор Васильович      | рослинництва                                                                       | 22 листопада 2007 |
| Коваленко Віктор Федорович       | зоотехнії                                                                          | 17 травня 1995    |
| Коваленко Петро Іванович         | землеробства, меліорації та агроекології                                           | 25 грудня 1990    |
| Козир Володимир Семенович        | зоотехнії                                                                          | 17 травня 1995    |
| Кондратенко Петро Васильович     | рослинництва                                                                       | 25 грудня 2002    |
| Кравців Роман Йосипович          | ветеринарної медицини                                                              | 22 грудня 1999    |
| Кравченко Владислав Андрійович   | рослинництва                                                                       | 22 листопада 2007 |
| Кропивко Михайло Федорович       | аграрної економіки і земельних відносин                                            | 22 листопада 2007 |
| Литвиненко Микола Антонович      | рослинництва                                                                       | 25 грудня 2002    |
| Лифенко Савелій Пилипович        | рослинництва                                                                       | 25 грудня 1990    |
| Лінник Микола Кіндратович        | механізації і електрифікації                                                       | 22 грудня 1999    |
| Лінчевський Анатолій Адамович    | рослинництва                                                                       | 22 грудня 1999    |
| Луканін Олександр Сергійович     | зберігання і переробки сільськогосподарської сировини та якості харчової продукції | 22 листопада 2007 |
| Лупенко Юрій Олексійович         | аграрної економіки і земельних відносин                                            | 22 листопада 2007 |
| Мазур Генріх Адольфович          | землеробства, меліорації та агроекології                                           | 22 грудня 1999    |
| Малік Микола Йосипович           | аграрної економіки і земельних відносин                                            | 22 листопада 2007 |
| Мельничук Дмитро Олексійович     | ветеринарної медицини                                                              | 25 грудня 1990    |
| Мусієнко Микола Миколайович      | рослинництва                                                                       | 22 листопада 2007 |
| Новаковський Леонід Якович       | аграрної економіки і земельних відносин                                            | 25 грудня 1990    |
| Панасюк Броніслав Якович         | аграрної економіки і земельних відносин                                            | 25 грудня 2002    |
| Патика Володимир Пилипович       | землеробства, меліорації та агроекології                                           | 17 травня 1995    |
| Прістер Борис Самуїлович         | землеробства, меліорації та агроекології                                           | 25 грудня 1990    |
| Рибалко Валентин Павлович        | зоотехнії                                                                          | 31 березня 1993   |
| Роїк Микола Володимирович        | рослинництва                                                                       | 17 травня 1995    |
| Ромащенко Михайло Іванович       | землеробства, меліорації та агроекології                                           | 25 грудня 2002    |
| Саблук Петро Трохимович          | аграрної економіки і земельних відносин                                            | 31 березня 1993   |
| Савченко Юрій Іванович           | зоотехнії                                                                          | 17 травня 1995    |
| Сайко Віктор Федорович           | землеробства, меліорації та агроекології                                           | 25 грудня 1990    |
| Сахацький Микола Іванович        | зоотехнії                                                                          | 22 грудня 1999    |
| Снітинський Володимир Васильович | зоотехнії                                                                          | 22 грудня 1999    |
| Стегній Борис Тимофійович        | ветеринарної медицини                                                              | 22 листопада 2007 |
| Стельмах Адольф Фомич            | рослинництва                                                                       | 17 травня 1995    |
| Тараріко Олександр Григорович    | землеробства, меліорації та агроекології                                           | 31 березня 1993   |
| Терещенко Віктор Кирилович       | аграрної економіки і земельних відносин                                            | 22 грудня 1999    |
| Трішин Олексій Костянтинович     | наукового забезпечення трансферу інновацій                                         | 22 листопада 2007 |
| Ушкаренко Віктор Олександрович   | землеробства, меліорації та агроекології                                           | 17 травня 1995    |
| Федоренко Віталій Петрович       | рослинництва                                                                       | 22 листопада 2007 |
| Фурдичко Орест Іванович          | землеробства, меліорації та агроекології                                           | 25 грудня 2002    |
| Хоменко Іван Іванович            | рослинництва                                                                       | 22 листопада 2007 |
| Цвіліховський Микола Іванович    | ветеринарної медицини                                                              | 22 листопада 2007 |
| Шевченко Анатолій Михайлович     | наукового забезпечення трансферу інновацій                                         | 25 грудня 1990    |
| Шпичак Олександр Михайлович      | аграрної економіки і земельних відносин                                            | 22 грудня 1999    |

## Джерело
- Академіки УААН[недоступне посилання з 12.01.2018]